# Manfred Inger
Manfred Inger (* 1. Jänner 1907 in Wien; † 25. Juli 1984 ebenda; Geburtsname: Manfred Ignacz, im Exil in den USA zu Fred Lorenz geändert) war ein österreichischer Theater- und Filmschauspieler und Kabarettist.

## Leben
Manfred Inger wurde 1907 als Sohn von Ludwig Ignacz und Emma Friedmann in Wien geboren. Er besuchte in Wien Volks- und Realschule, anschließend die Graphische Lehr- und Versuchsanstalt und die Kunstakademie. Ein erstes Engagement fand er von 1927 bis 1932 am Theater Breslau. Anschließend war Inger Ensemblemitglied des Raimundtheaters, des Volkstheaters und des Theaters an der Wien (Kammerspiele). Zudem gehörte Inger dem Ensemble des Wiener Kabaretts Literatur am Naschmarkt an. Wegen seiner jüdischen Herkunft musste Inger nach dem Anschluss Österreichs Wien verlassen. Ihm gelang zunächst die Flucht in die Niederlande. Von dort reiste er anschließend in die Vereinigten Staaten, wo er den Namen Fred Lorenz annahm.
In New York trat Inger 1939 in der Show From Vienna zusammen mit anderen österreichischen Exilkünstlern auf. Gemeinsam mit Hanuš Burger und Hans Habe nahm er 1944 an der Invasion in der Normandie teil und arbeitete für das State Department. So war er der Hauptsprecher beim Sender 1212 in Luxemburg sowie nach seiner Gründung Programmdirektor von Radio Frankfurt. In den USA wirkte Inger später in den Filmen Gefangen von Max Ophüls und Der Spieler von Robert Siodmak als ungenannter Darsteller mit. Danach, im Jahr 1949, kehrte er nach Wien zurück.
In Wien fand Inger unter anderem Engagements am Theater in der Josefstadt und am Volkstheater. Auch als Kabarettist trat er wieder auf, so zum Beispiel im Jahr 1950 in der Kabarett-Revue Wir werden's überstehen im Kleinen Haus in der Liliengasse. An den Hamburger Kammerspielen unter Ida Ehre feierte er 1955 einen großen Erfolg als Braver Soldat Schwejk in Thaddäus Trolls Dramatisierung des Romans von Jaroslav Hašek. Von 1956 bis Anfang der 1960er Jahre war Inger am Schauspielhaus Düsseldorf engagiert. Inger kehrte nach Wien zurück und wurde Ensemblemitglied des Burgtheaters. In der noch heute beachteten Burgtheater-Inszenierung von Molnárs Liliom (1963) spielte er unter der Regie von Kurt Meisel den Wolf Beifeld. Er stand 1965 in John Osbornes Richter in eigner Sache in der Inszenierung von Ulrich Erfurth neben Curd Jürgens und Susi Nicoletti auf der Bühne. Inger war auch bei den Salzburger Festspielen zu sehen, so als Robert Seicht in Die lustigen Weiber von Windsor unter der Regie von Rudolf Steinboeck.
Seit 1949 wirkte Manfred Inger in zahlreichen Film- und Fernsehproduktionen mit. Zusammen mit anderen ehemaligen österreichischen Exilkünstlern spielte er 1952 in der österreichisch-amerikanischen Koproduktion Abenteuer in Wien sowie in derer amerikanischen Version Stolen Identity mit. In dem ersten Durbridge-Mehrteiler des deutschen Fernsehens Der Andere war er als Harry Vincent zu sehen. In den 1960er Jahren wirkte er in einigen Fernsehfilmen des Regisseurs Michael Kehlmann mit, so etwa 1961 in Jack Mortimer, 1963 in Der grüne Kakadu, 1965 in Radetzkymarsch nach dem gleichnamigen Roman von Joseph Roth und 1969 in Das Trauerspiel von Julius Caesar. Einem breiteren Publikum wurde Inger durch seine Mitwirkung in der populären Fernsehserie Hallo – Hotel Sacher … Portier! bekannt, in der er an der Seite von Fritz Eckhardt und Maxi Böhm in 21 Folgen den Portier Breuer spielte. Zuletzt war Inger in einer Episodenhauptrolle in der Folge Mordkommando der Fernsehreihe Tatort um den Wiener Oberinspektor Marek (Fritz Eckhardt) sowie in der Fernsehserie Ringstraßenpalais als Pepi Baron Stessl zu sehen.
Manfred Inger starb am 25. Juli 1984 in Wien.

## Filmografie (Auswahl)
- 1949: Gefangen (Caught)
- 1949: Der Spieler (The Great Sinner)
- 1950: Cordula
- 1951: The Magic Face
- 1952: Abenteuer in Wien
- 1952: Nicht die Zeit für Blumen (No Time for Flowers)
- 1953: Stolen Identity
- 1953: Das Haus an der Küste (Kuca na Obali)
- 1955: Du bist die Richtige
- 1956: Falsch verbunden
- 1956: Das Bad auf der Tenne
- 1956: Mein Vater, der Schauspieler
- 1958: Helden
- 1959: Napoleon in New Orleans
- 1959: Der Andere
- 1960: Peripherie
- 1961: Nora
- 1961: Jack Mortimer
- 1961: Inspektor Hornleigh greift ein... Folge: Der Mann aus Tanganjika
- 1962: Bedaure, falsch verbunden
- 1963: Liliom
- 1963: Der grüne Kakadu
- 1963: Der Bockerer
- 1963: Der Tod des Handlungsreisenden
- 1964: Ein Volksfeind
- 1964: Der Talisman
- 1964: Sergeant Dower muß sterben
- 1964: Die Party
- 1965: Geisterkomödie – Eine unwahrscheinliche Komödie
- 1965: Radetzkymarsch
- 1965: Don Juan oder Die Liebe zur Geometrie
- 1966: Gaspar Varros Recht
- 1967: Der Tag des Zornes
- 1968: Ein Schweigen vom Himmel
- 1968: Schloß in den Wolken
- 1969: Das Trauerspiel von Julius Caesar
- 1969: Ein Dorf ohne Männer
- 1970: Mit sich allein
- 1971: Wenn der Vater mit dem Sohne (Zwei Folgen)
- 1971: Wölfe und Schafe
- 1972: Die Abenteuer des braven Soldaten Schwejk
- 1973: Nichts als Erinnerung
- 1973–1974: Hallo – Hotel Sacher … Portier! (21 Folgen)
- 1978: Hiob
- 1981: Collin
- 1982: Tatort – Mordkommando
- 1983: Ringstraßenpalais